# Spanyolország az 1960. évi nyári olimpiai játékokon
Spanyolország az olaszországi Rómában megrendezett 1960. évi nyári olimpiai játékok egyik részt vevő nemzete volt. Az országot az olimpián 16 sportágban 144 sportoló képviselte, akik összesen 1 érmet szereztek.

## Érmesek
| Érem  | Versenyző | Sportág   | Versenyszám |
| ----- | --- | --------- | ----------- |
| Bronz | Nemzeti válogatott Pedro Amat Juan Calzado Francisco Cavaller José Colomer Carlos del Coso José Antonio Dinarés Eduardo Dualde Joaquín Dualde Rafael Egusquiza Ignacio Macaya Pedro Murua Pedro Roig Luis Usoz Narciso Ventalló | Gyeplabda | Férfi       |

## Atlétika
Férfi
| Versenyző       | Versenyszám     | Előfutam | Előfutam | Negyeddöntő | Negyeddöntő | Elődöntő | Elődöntő | Döntő     | Döntő    |
| Versenyző       | Versenyszám     | Idő      | Hely.    | Idő         | Hely.       | Idő      | Hely.    | Idő       | Helyezés |
| --------------- | --------------- | -------- | -------- | ----------- | ----------- | -------- | -------- | --------- | -------- |
| José Albarrán   | 100 m           | 11,2     | 7.       | kiesett     | kiesett     | kiesett  | kiesett  | kiesett   | kiesett  |
| Melanio Asensio | 200 m           | 22,3     | 5.       | kiesett     | kiesett     | kiesett  | kiesett  | kiesett   | kiesett  |
| Julio Gómez     | 800 m           | 1:53,7   | 6.       | kiesett     | kiesett     | kiesett  | kiesett  | kiesett   | kiesett  |
| Tomás Barris    | 1500 m          | 3:57,3   | 11.      |             |             |          |          | kiesett   | kiesett  |
| José Molíns     | 5000 m          | 14:31,2  | 9.       |             |             |          |          | kiesett   | kiesett  |
| Carlos Pérez    | 10 000 m        |          | 30:35,8  | 25.         |             |          |          |           |          |
| José Fernández  | 3000 m akadály  | 9:12,8   | 8.       |             |             |          |          | kiesett   | kiesett  |
| Miguel Navarro  | Maraton         |          |          |             |             |          |          | 2:24:17,4 | 17.      |
| José Ribas      | 50 km gyaloglás |          |          |             |             |          |          | 4:51:20,0 | 18.      |

| Versenyző                   | Versenyszám   | Selejtező                | Selejtező                | Döntő    | Döntő    |
| Versenyző                   | Versenyszám   | Eredmény                 | Helyezés                 | Eredmény | Helyezés |
| --------------------------- | ------------- | ------------------------ | ------------------------ | -------- | -------- |
| Luis Felipe Areta           | Távolugrás    | 704 cm                   | 31.                      | kiesett  | kiesett  |
| Luis Felipe Areta           | Hármasugrás   | 14,93 m                  | 26.                      | kiesett  | kiesett  |
| Miguel de la Quadra-Salcedo | Diszkoszvetés | érvényes kísérlet nélkül | érvényes kísérlet nélkül | kiesett  | kiesett  |
| José Luis Falcón            | Kalapácsvetés | 57,24 m                  | 26.                      | kiesett  | kiesett  |
| Alfonso de Andrés           | Gerelyhajítás | 60,84 m                  | 26.                      | kiesett  | kiesett  |

## Birkózás
Kötöttfogású
| Versenyző        | Versenyszám | 1. forduló                        | 1. forduló | 1. forduló | 2. forduló                  | 2. forduló | 2. forduló | 3. forduló                  | 3. forduló | 3. forduló | 4. forduló                   | 4. forduló | 4. forduló | 5. forduló        | 5. forduló | 5. forduló | 6. forduló        | 6. forduló | 6. forduló | Döntő             | Döntő   | Döntő   | Helyezés |
| Versenyző        | Versenyszám | Ellenfél Eredmény                 | Pont       | Hely.      | Ellenfél Eredmény           | Pont       | Hely.      | Ellenfél Eredmény           | Pont       | Hely.      | Ellenfél Eredmény            | Pont       | Hely.      | Ellenfél Eredmény | Pont       | Hely.      | Ellenfél Eredmény | Pont       | Hely.      | Ellenfél Eredmény | Pont    | Hely.   | Helyezés |
| ---------------- | ----------- | --------------------------------- | ---------- | ---------- | --------------------------- | ---------- | ---------- | --------------------------- | ---------- | ---------- | ---------------------------- | ---------- | ---------- | ----------------- | ---------- | ---------- | ----------------- | ---------- | ---------- | ----------------- | ------- | ------- | -------- |
| Santiago Cañete  | 57 kg       | Michel Nakouzi (LIB) · 3-1        | 3          | =16.       | visszalépett                | 3          | 27.        | kiesett                     | kiesett    | kiesett    | kiesett                      | kiesett    | kiesett    | kiesett           | kiesett    | kiesett    |                   |            |            | kiesett           | kiesett | kiesett | 27.      |
| Hernando Delgado | 67 kg       | Gustaf Freij (SWE) · 3-1          | 3          | =13.       | Jacques Pourtau (FRA) · 3-1 | 6          | =18.       | kiesett                     | kiesett    | kiesett    | kiesett                      | kiesett    | kiesett    | kiesett           | kiesett    | kiesett    |                   |            |            | kiesett           | kiesett | kiesett | 17.      |
| Ángel Cuetos     | 73 kg       | Harald Barlie (NOR) · 3-1         | 3          | =16.       | Rizmayer Antal (HUN) · 3-1  | 6          | =20.       | kiesett                     | kiesett    | kiesett    | kiesett                      | kiesett    | kiesett    | kiesett           | kiesett    | kiesett    | kiesett           | kiesett    | kiesett    | kiesett           | kiesett | kiesett | 20.      |
| José Panizo      | 87 kg       | Julio Graffigna (ARG) · kétvállas | 0          | =1.        | erőnyerő                    | 0          | 1.         | Antero Vanhanen (FIN) · 3-1 | 3          | =2.        | Piti Péter (HUN) · kétvállas | 7          | 6.         | kiesett           | kiesett    | kiesett    |                   |            |            | kiesett           | kiesett | kiesett | 6.       |

## Evezés
| Versenyző | Versenyszám      | Előfutam | Előfutam | Vigaszág | Vigaszág | Elődöntő | Elődöntő | Döntő   | Döntő   | Helyezés    |
| Versenyző | Versenyszám      | Idő      | Hely.    | Idő      | Hely.    | Idő      | Hely.    | Idő     | Hely.   | Helyezés    |
| --- | ---------------- | -------- | -------- | -------- | -------- | -------- | -------- | ------- | ------- | ----------- |
| Julio López | Egypárevezős     | 8:13,94  | 5.       | 8:11,40  | 4.       |          |          | kiesett | kiesett | helyezetlen |
| Joaquín del Real José Sahuquillo Enrique Castelló (kormányos)                                                                                          | Kormányos kettes | 8:06,44  | 5.       | 8:04,63  | 4.       |          |          | kiesett | kiesett | helyezetlen |
| Franco Cobas Emilio García José Méndez Alberto Valtierra Armando González (kormányos)                                                                  | Kormányos négyes | 7:07,23  | 6.       | 7:07,50  | 5.       | kiesett  | kiesett  | kiesett | kiesett | helyezetlen |
| Ignacio Alcorta José Almandoz José Aristegui Santiago Beitia José Ibarburu Manuel Ibarburu José Leiceaga Trimido Vaqueriza Faustino Amiano (kormányos) | Nyolcas          | 6:31,43  | 5.       | 6:52,46  | 4.       |          |          | kiesett | kiesett | helyezetlen |

## Gyeplabda
| Spanyol férfi gyeplabdacsapat-játékoskeret                                                                                | Spanyol férfi gyeplabdacsapat-játékoskeret                                                                     |
| --- | --- |
| - Pedro Amat - Juan Calzado - Francisco Cavaller - José Colomer - Carlos del Coso - José Antonio Dinarés - Eduardo Dualde | - Joaquín Dualde - Rafael Egusquiza - Ignacio Macaya - Pedro Murua - Pedro Roig - Luis Usoz - Narciso Ventalló |

### Eredmények
| Színmagyarázat                                                                                           |
| --- |
| A csoportok első két helyezettje bejutott a negyeddöntőbe.                                               |
| A csoportok harmadik helyezettjei a 9–12. helyért, a negyedik helyezettjei a 13–16. helyért játszhattak. |

Csoportkör
D csoport
| Csapat               | M | Gy | D | V | G+ | G– | Gk | P |
| -------------------- | - | -- | - | - | -- | -- | -- | - |
| Spanyolország (ESP)  | 3 | 2  | 1 | 0 | 8  | 2  | +6 | 5 |
| Nagy-Britannia (GBR) | 3 | 1  | 2 | 0 | 4  | 1  | +3 | 4 |
| Belgium (BEL)        | 3 | 1  | 1 | 1 | 6  | 6  | 0  | 3 |
| Svájc (SUI)          | 3 | 0  | 0 | 3 | 3  | 12 | –9 | 0 |

| 1960. augusztus 26. 16:30 | Spanyolország (ESP) | 0 – 0 | Nagy-Britannia (GBR) | Stadio dei Marmi Játékvezetők: G. Singh (IND), Ghosh (IND) |
| 1960. augusztus 26. 16:30 |                     |       |                      | Stadio dei Marmi Játékvezetők: G. Singh (IND), Ghosh (IND) |

| 1960. augusztus 31. 15:00 | Spanyolország (ESP)                                   | 5 – 1   | Svájc (SUI) | Olympic Velodrome Játékvezetők: Lichtenfeld (GER), Schinner (GER) |
| 1960. augusztus 31. 15:00 | Murua 5' · Macaya 22' · E. Dualde 25', 66' · Usoz 31' | (4 – 1) | Zanetti 11' | Olympic Velodrome Játékvezetők: Lichtenfeld (GER), Schinner (GER) |

| 1960. szeptember 2. 15:00 | Spanyolország (ESP)                        | 3 – 1   | Belgium (BEL) | Olympic Velodrome Játékvezetők: G. Singh (IND), Ghosh (IND) |
| 1960. szeptember 2. 15:00 | Macaya 23' · E. Dualde 24' · J. Dualde 61' | (2 – 0) | Remy 50'      | Olympic Velodrome Játékvezetők: G. Singh (IND), Ghosh (IND) |

Negyeddöntő
| 1960. szeptember 5. 16:00 | Spanyolország (ESP) | 1 – 0   | Új-Zéland (NZL) | Olympic Velodrome Játékvezetők: Elgershuizen (NED), Van Ballgoijen de Jong (NED) |
| 1960. szeptember 5. 16:00 | Murua 91'           | (0 – 0) |                 | Olympic Velodrome Játékvezetők: Elgershuizen (NED), Van Ballgoijen de Jong (NED) |

- A győztes gól a második hosszabbításban esett.

Elődöntő
| 1960. szeptember 7. 10:00 | Pakisztán (PAK) | 1 – 0   | Spanyolország (ESP) | Olympic Velodrome Játékvezetők: MacDowell (AUS), Massart (BEL) |
| 1960. szeptember 7. 10:00 | Atif 12'        | (1 – 0) |                     | Olympic Velodrome Játékvezetők: MacDowell (AUS), Massart (BEL) |

Bronzmérkőzés
| 1960. szeptember 9. 10:00 | Spanyolország (ESP)           | 2 – 1   | Nagy-Britannia (GBR) | Olympic Velodrome Játékvezetők: Elgershuizen (NED), G. Singh (IND) |
| 1960. szeptember 9. 10:00 | J. Dualde 27' · E. Dualde 41' | (1 – 1) | Scott 13'            | Olympic Velodrome Játékvezetők: Elgershuizen (NED), G. Singh (IND) |

| Csapat              | Helyezés |
| ------------------- | -------- |
| Spanyolország (ESP) |          |

## Kajak-kenu
Férfi
| Versenyző                  | Versenyszám         | Előfutam | Előfutam | Vigaszág | Vigaszág | Elődöntő | Elődöntő | Döntő   | Döntő    |
| Versenyző                  | Versenyszám         | Idő      | Hely.    | Idő      | Hely.    | Idő      | Hely.    | Idő     | Helyezés |
| -------------------------- | ------------------- | -------- | -------- | -------- | -------- | -------- | -------- | ------- | -------- |
| Joaquín Larroya            | Kajak egyes 1000 m  | 4:12,93  | 6.       | 4:13,82  | 2.       | 4:20,39  | 6.       | kiesett | kiesett  |
| Juan Feliz Joaquín Larroya | Kajak kettes 1000 m | 3:46,36  | 2.       | erőnyerő | erőnyerő | 3:54,14  | 5.       | kiesett | kiesett  |

## Kerékpározás

### Országúti kerékpározás
| Versenyző                                                       | Versenyszám     | Idő             | Helyezés      |
| --------------------------------------------------------------- | --------------- | --------------- | ------------- |
| Ignacio Astigarraga                                             | Mezőnyverseny   | 4:25:44 (+5:07) | 56.           |
| Ventura Díaz                                                    | Mezőnyverseny   | nem ért célba   | nem ért célba |
| José Antonio Momeñe                                             | Mezőnyverseny   | 4:20:57 (+0:20) | 16.           |
| Juan Sánchez                                                    | Mezőnyverseny   | nem ért célba   | nem ért célba |
| Ignacio Astigarraga José Antonio Momeñe Ramón Sáez Juan Sánchez | Csapat időfutam | 2:21:34,59      | 8.            |

### Pálya-kerékpározás
Sprintverseny
| Versenyző             | Versenyszám  | 1. forduló                                             | 1. forduló | Vigaszág selejtező             | Vigaszág selejtező | Vigaszág döntő         | Vigaszág döntő | Nyolcaddöntő           | Nyolcaddöntő | Vigaszág selejtező     | Vigaszág selejtező | Vigaszág döntő       | Vigaszág döntő | Negyeddöntő          | Elődöntő             | Döntő                | Helyezés    |
| Versenyző             | Versenyszám  | Ellenfelek Győztes idő                                 | Hely.      | Ellenfél Győztes idő           | Hely.              | Ellenfelek Győztes idő | Hely.          | Ellenfelek Győztes idő | Hely.        | Ellenfelek Győztes idő | Hely.              | Ellenfél Győztes idő | Hely.          | Ellenfél Győztes idő | Ellenfél Győztes idő | Ellenfél Győztes idő | Helyezés    |
| --------------------- | ------------ | ------------------------------------------------------ | ---------- | ------------------------------ | ------------------ | ---------------------- | -------------- | ---------------------- | ------------ | ---------------------- | ------------------ | -------------------- | -------------- | -------------------- | -------------------- | -------------------- | ----------- |
| José María Errandonea | Férfi egyéni | Valentino Gasparella (ITA) · Martin McKay (IRL) · 11,7 | 2.         | Gilbert De Rieck (BEL) · 12,4  | 2.                 | kiesett                | kiesett        | kiesett                | kiesett      | kiesett                | kiesett            | kiesett              | kiesett        | kiesett              | kiesett              | kiesett              | helyezetlen |
| Francisco Tortellá    | Férfi egyéni | Borisz Vasziljev (URS) · Michael Horgan (IRL) · 11,8   | 2.         | Piet van der Touw (NED) · 12,1 | 2.                 | kiesett                | kiesett        | kiesett                | kiesett      | kiesett                | kiesett            | kiesett              | kiesett        | kiesett              | kiesett              | kiesett              | helyezetlen |

Üldözőverseny
| Versenyző                                                                     | Versenyszám  | Selejtező       | Selejtező | Selejtező | Negyeddöntő  | Negyeddöntő | Negyeddöntő | Elődöntő     | Elődöntő  | Elődöntő | Döntő        | Döntő     | Helyezés    |
| Versenyző                                                                     | Versenyszám  | Ellenfél Idő    | Saját idő | Hely.     | Ellenfél Idő | Saját idő   | Hely.       | Ellenfél Idő | Saját idő | Hely.    | Ellenfél Idő | Saját idő | Helyezés    |
| ----------------------------------------------------------------------------- | ------------ | --------------- | --------- | --------- | ------------ | ----------- | ----------- | ------------ | --------- | -------- | ------------ | --------- | ----------- |
| José María Errandonea Miguel Martorell Miguel Mora Gornals Francisco Tortellá | Férfi csapat | Ellenfél nélkül | 4:44,87   | 1.        | kiesett      | kiesett     | kiesett     | kiesett      | kiesett   | kiesett  | kiesett      | kiesett   | helyezetlen |

## Kosárlabda
| Spanyol férfi kosárlabdacsapat-játékoskeret                                                               | Spanyol férfi kosárlabdacsapat-játékoskeret                                                       |
| --- | ------------------------------------------------------------------------------------------------- |
| - Agustín Bertomeu - Francisco Buscató - Jesús Codina - Joaquín Enseñat - Miguel González - Jorge Guillén | - José Lluis - Alfonso Martínez - Juan Martos - Santiago Navarro - José Nora - Emiliano Rodríguez |

### Eredmények
Csoportkör
D csoport
| Csapat               | M | Gy | V | P+  | P–  | Pk  |
| -------------------- | - | -- | - | --- | --- | --- |
| Uruguay (URU)        | 3 | 2  | 1 | 228 | 225 | +3  |
| Lengyelország (POL)  | 3 | 2  | 1 | 233 | 207 | +26 |
| Fülöp-szigetek (PHI) | 3 | 1  | 2 | 228 | 248 | –20 |
| Spanyolország (ESP)  | 3 | 1  | 2 | 222 | 231 | –9  |

| 1960. augusztus 26. 23:00 | Spanyolország (ESP) | 77 – 72 | Uruguay (URU) |  |
| 1960. augusztus 26. 23:00 | (41 – 30)           |         |               |  |

| 1960. augusztus 27. 17:30 | Fülöp-szigetek (PHI) | 84 – 82 | Spanyolország (ESP) |  |
| 1960. augusztus 27. 17:30 | (35 – 33)            |         |                     |  |

| 1960. augusztus 29. 16:00 | Lengyelország (POL) | 75 – 63 | Spanyolország (ESP) |  |
| 1960. augusztus 29. 16:00 | (37 – 22)           |         |                     |  |

A 9–15. helyért
H csoport
| Csapat              | M | Gy | V | P+  | P–  | Pk  |
| ------------------- | - | -- | - | --- | --- | --- |
| Franciaország (FRA) | 3 | 3  | 0 | 270 | 173 | +97 |
| Mexikó (MEX)        | 3 | 2  | 1 | 218 | 214 | +4  |
| Spanyolország (ESP) | 3 | 1  | 2 | 180 | 222 | –42 |
| Japán (JPN)         | 3 | 0  | 3 | 184 | 243 | –59 |

| 1960. szeptember 1. 9:00 | Mexikó (MEX) | 80 – 66 | Spanyolország (ESP) |  |
| 1960. szeptember 1. 9:00 | (31 – 32)    |         |                     |  |

| 1960. szeptember 2. 16:00 | Franciaország (FRA) | 78 – 48 | Spanyolország (ESP) |  |
| 1960. szeptember 2. 16:00 | (39 – 18)           |         |                     |  |

| 1960. szeptember 3. 9:00 | Spanyolország (ESP) | 66 – 64 | Japán (JPN) |  |
| 1960. szeptember 3. 9:00 | (32 – 34)           |         |             |  |

A 13–15. helyért
| 1960. szeptember 7. 10:00 | Puerto Rico (PUR) | 75 – 65 | Spanyolország (ESP) |  |
| 1960. szeptember 7. 10:00 | (39 – 27)         |         |                     |  |

A táblázat tartalmazza a 9–15. helyért lejátszott Spanyolország – Japán 66–64-es eredményt.
| Csapat              | M | Gy | V | P+  | P–  | Pk  |
| ------------------- | - | -- | - | --- | --- | --- |
| Puerto Rico (PUR)   | 2 | 2  | 0 | 168 | 138 | +30 |
| Spanyolország (ESP) | 2 | 1  | 1 | 131 | 139 | –8  |
| Japán (JPN)         | 2 | 0  | 2 | 137 | 159 | –22 |

| Csapat              | Helyezés |
| ------------------- | -------- |
| Spanyolország (ESP) | 14.      |

## Lovaglás
Díjugratás
| Versenyző                                         | Ló                           | Versenyszám | 1. forduló    | 1. forduló    | 2. forduló | 2. forduló | Összesen    | Összesen    |
| Versenyző                                         | Ló                           | Versenyszám | Pont          | Hely.         | Pont       | Hely.      | Pont        | Helyezés    |
| ------------------------------------------------- | ---------------------------- | ----------- | ------------- | ------------- | ---------- | ---------- | ----------- | ----------- |
| Hernando Espinosa                                 | Frantillack                  | Egyéni      | nem ért célba | nem ért célba | kiesett    | kiesett    | helyezetlen | helyezetlen |
| Francisco Goyoaga                                 | Desirée                      | Egyéni      | 20,50         | 23.           | 20,75      | 19.        | 41,25       | 17.         |
| Juan Martínez                                     | Charmeuse                    | Egyéni      | 23,00         | =24.          | 24,00      | =21.       | 47,00       | =24.        |
| Hernando Espinosa Alfredo Goyeneche Juan Martínez | Frantillack Duncan Charmeuse | Csapat      | nem ért célba | nem ért célba | kiesett    | kiesett    | helyezetlen | helyezetlen |

Lovastusa
| Versenyző                                                             | Ló                           | Versenyszám | Díjlovaglás | Díjlovaglás | Tereplovaglás | Tereplovaglás | Díjugratás | Díjugratás | Végeredmény | Végeredmény |
| Versenyző                                                             | Ló                           | Versenyszám | Bünt.       | Hely.       | Bünt.         | Hely.         | Bünt.      | Hely.      | Bünt.       | Helyezés    |
| --------------------------------------------------------------------- | ---------------------------- | ----------- | ----------- | ----------- | ------------- | ------------- | ---------- | ---------- | ----------- | ----------- |
| José Centenera                                                        | Libramiento                  | Egyéni      | -167,00     | 62.         | kizárták      | kizárták      | kiesett    | kiesett    | kiesett     | kiesett     |
| Beltrán Alfonso Osorio                                                | Dona                         | Egyéni      | -194,01     | 92.         | nem ért célba | nem ért célba | kiesett    | kiesett    | kiesett     | kiesett     |
| Enrique Martínez                                                      | Peyoba                       | Egyéni      | -199,50     | 73.         | kizárták      | kizárták      | kiesett    | kiesett    | kiesett     | kiesett     |
| Antonio Queipo                                                        | Noya                         | Egyéni      | -175,00     | =66.        | nem ért célba | nem ért célba | kiesett    | kiesett    | kiesett     | kiesett     |
| José Centenera Beltrán Alfonso Osorio Enrique Martínez Antonio Queipo | Libramiento Dona Peyoba Noya | Csapat      | -536,01     | 18.         | nem ért célba | nem ért célba | kiesett    | kiesett    | kiesett     | kiesett     |

## Ökölvívás
| Versenyző         | Versenyszám   | Selejtező         | 32-es főtábla                  | Nyolcaddöntő               | Negyeddöntő                | Elődöntő          | Döntő             | Helyezés |
| Versenyző         | Versenyszám   | Ellenfél Eredmény | Ellenfél Eredmény              | Ellenfél Eredmény          | Ellenfél Eredmény          | Ellenfél Eredmény | Ellenfél Eredmény | Helyezés |
| ----------------- | ------------- | ----------------- | ------------------------------ | -------------------------- | -------------------------- | ----------------- | ----------------- | -------- |
| Eusebio Mesa      | Légsúly       | erőnyerő          | Török Gyula (HUN) · KO         | kiesett                    | kiesett                    | kiesett           | kiesett           | 17.      |
| Alfonso Carbajo   | Harmatsúly    | erőnyerő          | Joseph Oboh Kalu (NGR) · 5-0   | Peter Weiss (AUT) · 4-1    | Oliver Taylor (AUS) · 1-4  | kiesett           | kiesett           | 5.       |
| José Luis Biescas | Pehelysúly    |                   | Abe Bekker (RHO) · 0-5         | kiesett                    | kiesett                    | kiesett           | kiesett           | 17.      |
| Fernando Riera    | Könnyűsúly    | erőnyerő          | Dagfinn Næss (NOR) · 0-5       | kiesett                    | kiesett                    | kiesett           | kiesett           | 17.      |
| Carmelo García    | Kisváltósúly  | erőnyerő          | Marian Kasprzyk (POL) · KO     | kiesett                    | kiesett                    | kiesett           | kiesett           | 17.      |
| Andrés Navarro    | Váltósúly     | erőnyerő          | Tongchai Teptani (THA) · 5-0   | Viljo Aho (FIN) · 5-0      | Jurij Radonyak (URS) · 1-4 | kiesett           | kiesett           | 5.       |
| Cesáreo Barrera   | Nagyváltósúly |                   | Bas van Duivenbode (NED) · 2-3 | kiesett                    | kiesett                    | kiesett           | kiesett           | 17.      |
| Manuel García     | Nehézsúly     |                   | erőnyerő                       | Andrey Abramov (URS) · RSC | kiesett                    | kiesett           | kiesett           | 9.       |

## Öttusa
| Versenyző        | Versenyszám | Lovaglás | Lovaglás | Lovaglás | Lovaglás | Vívás    | Vívás | Vívás | Lövészet | Lövészet | Lövészet | Úszás  | Úszás | Úszás | Futás   | Futás | Futás  | Összesen    | Összesen |
| Versenyző        | Versenyszám | Idő      | Bünt.    | Pont     | Hely.    | Eredmény | Pont  | Hely. | Pontszám | Pont     | Hely.    | Idő    | Pont  | Hely. | Idő     | Pont  | Hely.2 | Összes pont | Helyezés |
| ---------------- | ----------- | -------- | -------- | -------- | -------- | -------- | ----- | ----- | -------- | -------- | -------- | ------ | ----- | ----- | ------- | ----- | ------ | ----------- | -------- |
| Fernando Irayzoz | Egyéni      | 8:23,0   | 80       | 1031     | 24.      | 18–39    | 425   | 53.   | 179      | 680      | 41.      | 5:06,0 | 670   | 51.   | 17:20,0 | 580   | 55.    | 3386        | 51.      |
| Joaquín Villalba | Egyéni      | 9:19,0   | 0        | 943      | 41.      | 21–36    | 494   | 49.   | 189      | 880      | 8.       | 4:30,0 | 850   | 35.   | 16:40,0 | 700   | 51.    | 3867        | 44.      |

## Sportlövészet
Férfi
| Versenyző          | Versenyszám           | Selejtező | Selejtező  | Selejtező  | Döntő   | Döntő    |
| Versenyző          | Versenyszám           | Csoport   | Pont       | Helyezés   | Pont    | Helyezés |
| ------------------ | --------------------- | --------- | ---------- | ---------- | ------- | -------- |
| Luis Palomo        | Gyorstüzelő pisztoly  |           |            |            | 576     | 18.      |
| Minervino González | Gyorstüzelő pisztoly  |           |            |            | 561     | 38.      |
| Minervino González | Szabadpisztoly        | A         | 360        | 5.         | 528     | 31.      |
| Ángel León Gozalo  | Szabadpisztoly        | B         | 345        | 16.        | 537     | 18.      |
| José Luis Calvo    | Sportpuska, fekvő     | B         | 378        | 29.        | kiesett | =57.     |
| José Llorens       | Sportpuska, fekvő     | A         | 378        | 29.        | kiesett | =57.     |
| José Llorens       | Sportpuska, összetett | A         | 516        | 31.        | kiesett | =61.     |
| José Manuel Andoin | Sportpuska, összetett | B         | 519        | 31.        | kiesett | 60.      |
| Rafael de Juan     | Trap                  |           | nincs adat | nincs adat | kiesett | kiesett  |
| Juan Malo          | Trap                  |           | 90         | =14.       | 166     | =32.     |

## Súlyemelés
| Versenyző           | Versenyszám | Nyomás   | Nyomás   | Szakítás | Szakítás | Lökés    | Lökés    | Összesen | Helyezés |
| Versenyző           | Versenyszám | Eredmény | Helyezés | Eredmény | Helyezés | Eredmény | Helyezés | Összesen | Helyezés |
| ------------------- | ----------- | -------- | -------- | -------- | -------- | -------- | -------- | -------- | -------- |
| José Luis Izquierdo | 60 kg       | 90,0     | =17.     | 75,0     | 24.      | 110,0    | =21.     | 275,0    | 21.      |
| Jesús Rodríguez     | 82,5 kg     | 100,0    | 23.      | 95,0     | 22.      | 130,0    | =20.     | 325,0    | 21.      |

## Torna
Férfi
| Versenyző                                                                                          | Versenyszám      | Selejtező | Selejtező | Döntő    | Döntő    |
| Versenyző                                                                                          | Versenyszám      | Pontszám  | Helyezés  | Pontszám | Helyezés |
| -------------------------------------------------------------------------------------------------- | ---------------- | --------- | --------- | -------- | -------- |
| Jaime Belenguer                                                                                    | Talaj            | 16,70     | =108.     | kiesett  | kiesett  |
| Jaime Belenguer                                                                                    | Ugrás            | 16,45     | 114.      | kiesett  | kiesett  |
| Jaime Belenguer                                                                                    | Korlát           | 18,15     | =56.      | kiesett  | kiesett  |
| Jaime Belenguer                                                                                    | Nyújtó           | 16,90     | 100.      | kiesett  | kiesett  |
| Jaime Belenguer                                                                                    | Gyűrű            | 17,30     | =95.      | kiesett  | kiesett  |
| Jaime Belenguer                                                                                    | Lólengés         | 17,80     | =73.      | kiesett  | kiesett  |
| Jaime Belenguer                                                                                    | Egyéni összetett |           |           | 103,30   | 95.      |
| Ramón García                                                                                       | Talaj            | 16,75     | =104.     | kiesett  | kiesett  |
| Ramón García                                                                                       | Ugrás            | 16,40     | 115.      | kiesett  | kiesett  |
| Ramón García                                                                                       | Korlát           | 16,95     | =102.     | kiesett  | kiesett  |
| Ramón García                                                                                       | Nyújtó           | 16,70     | 102.      | kiesett  | kiesett  |
| Ramón García                                                                                       | Gyűrű            | 17,80     | =85.      | kiesett  | kiesett  |
| Ramón García                                                                                       | Lólengés         | 16,10     | 102.      | kiesett  | kiesett  |
| Ramón García                                                                                       | Egyéni összetett |           |           | 100,70   | 103.     |
| Emilio Lecuona                                                                                     | Talaj            | 16,35     | =114.     | kiesett  | kiesett  |
| Emilio Lecuona                                                                                     | Ugrás            | 17,40     | =95.      | kiesett  | kiesett  |
| Emilio Lecuona                                                                                     | Korlát           | 16,10     | =107.     | kiesett  | kiesett  |
| Emilio Lecuona                                                                                     | Nyújtó           | 17,25     | 97.       | kiesett  | kiesett  |
| Emilio Lecuona                                                                                     | Gyűrű            | 18,25     | =55.      | kiesett  | kiesett  |
| Emilio Lecuona                                                                                     | Lólengés         | 16,55     | 96.       | kiesett  | kiesett  |
| Emilio Lecuona                                                                                     | Egyéni összetett |           |           | 101,90   | 98.      |
| Hermenegildo Martínez                                                                              | Talaj            | 17,40     | 91.       | kiesett  | kiesett  |
| Hermenegildo Martínez                                                                              | Ugrás            | 18,10     | =46.      | kiesett  | kiesett  |
| Hermenegildo Martínez                                                                              | Nyújtó           | 6,40      | 128.      | kiesett  | kiesett  |
| Hermenegildo Martínez                                                                              | Gyűrű            | 9,35      | 124.      | kiesett  | kiesett  |
| Hermenegildo Martínez                                                                              | Egyéni összetett |           |           | 51,25    | 129.     |
| Enrique Montserrat                                                                                 | Talaj            | 15,45     | 124.      | kiesett  | kiesett  |
| Enrique Montserrat                                                                                 | Ugrás            | 17,70     | =73.      | kiesett  | kiesett  |
| Enrique Montserrat                                                                                 | Korlát           | 17,45     | =92.      | kiesett  | kiesett  |
| Enrique Montserrat                                                                                 | Nyújtó           | 15,25     | 113.      | kiesett  | kiesett  |
| Enrique Montserrat                                                                                 | Gyűrű            | 17,90     | =79.      | kiesett  | kiesett  |
| Enrique Montserrat                                                                                 | Lólengés         | 15,80     | 105.      | kiesett  | kiesett  |
| Enrique Montserrat                                                                                 | Egyéni összetett |           |           | 99,55    | 106.     |
| Luis Valbuena                                                                                      | Talaj            | 17,45     | =89.      | kiesett  | kiesett  |
| Luis Valbuena                                                                                      | Ugrás            | 17,70     | =73.      | kiesett  | kiesett  |
| Luis Valbuena                                                                                      | Korlát           | 17,55     | 86.       | kiesett  | kiesett  |
| Luis Valbuena                                                                                      | Nyújtó           | 11,05     | 122.      | kiesett  | kiesett  |
| Luis Valbuena                                                                                      | Gyűrű            | 18,00     | =73.      | kiesett  | kiesett  |
| Luis Valbuena                                                                                      | Lólengés         | 17,15     | =86.      | kiesett  | kiesett  |
| Luis Valbuena                                                                                      | Egyéni összetett |           |           | 98,90    | 107.     |
| Jaime Belenguer Ramón García Emilio Lecuona Hermenegildo Martínez Enrique Montserrat Luis Valbuena | Csapat összetett |           |           | 512,65   | 18.      |

Női
| Versenyző | Versenyszám      | Selejtező | Selejtező | Döntő    | Döntő    |
| Versenyző | Versenyszám      | Pontszám  | Helyezés  | Pontszám | Helyezés |
| --- | ---------------- | --------- | --------- | -------- | -------- |
| Elena Artamendi                                                                                                  | Talaj            | 8,300     | 122.      | kiesett  | kiesett  |
| Elena Artamendi                                                                                                  | Ugrás            | 15,999    | =96.      | kiesett  | kiesett  |
| Elena Artamendi                                                                                                  | Felemás korlát   | 15,866    | 101.      | kiesett  | kiesett  |
| Elena Artamendi                                                                                                  | Gerenda          | 15,366    | 98.       | kiesett  | kiesett  |
| Elena Artamendi                                                                                                  | Egyéni összetett |           |           | 55,531   | 115.     |
| Montserrat Artamendi                                                                                             | Talaj            | 14,466    | 115.      | kiesett  | kiesett  |
| Montserrat Artamendi                                                                                             | Ugrás            | 16,132    | 92.       | kiesett  | kiesett  |
| Montserrat Artamendi                                                                                             | Felemás korlát   | 12,533    | 117.      | kiesett  | kiesett  |
| Montserrat Artamendi                                                                                             | Gerenda          | 14,666    | 107.      | kiesett  | kiesett  |
| Montserrat Artamendi                                                                                             | Egyéni összetett |           |           | 57,797   | 112.     |
| Rosa Balaguer | Talaj            | 15,599    | 107.      | kiesett  | kiesett  |
| Rosa Balaguer | Ugrás            | 15,733    | 105.      | kiesett  | kiesett  |
| Rosa Balaguer | Felemás korlát   | 13,866    | 110.      | kiesett  | kiesett  |
| Rosa Balaguer | Gerenda          | 15,266    | 100.      | kiesett  | kiesett  |
| Rosa Balaguer | Egyéni összetett |           |           | 60,464   | 105.     |
| María Luisa Fernández                                                                                            | Talaj            | 14,199    | 118.      | kiesett  | kiesett  |
| María Luisa Fernández                                                                                            | Ugrás            | 14,700    | 112.      | kiesett  | kiesett  |
| María Luisa Fernández                                                                                            | Felemás korlát   | 12,633    | 116.      | kiesett  | kiesett  |
| María Luisa Fernández                                                                                            | Gerenda          | 14,099    | 115.      | kiesett  | kiesett  |
| María Luisa Fernández                                                                                            | Egyéni összetett |           |           | 55,631   | 114.     |
| María del Carmen González                                                                                        | Talaj            | 14,266    | 116.      | kiesett  | kiesett  |
| María del Carmen González                                                                                        | Ugrás            | 15,266    | 109.      | kiesett  | kiesett  |
| María del Carmen González                                                                                        | Felemás korlát   | 14,366    | =106.     | kiesett  | kiesett  |
| María del Carmen González                                                                                        | Gerenda          | 13,533    | 118.      | kiesett  | kiesett  |
| María del Carmen González                                                                                        | Egyéni összetett |           |           | 57,431   | 113.     |
| Renata Müller | Talaj            | 16,166    | =102.     | kiesett  | kiesett  |
| Renata Müller | Ugrás            | 14,766    | =110.     | kiesett  | kiesett  |
| Renata Müller | Felemás korlát   | 15,633    | 103.      | kiesett  | kiesett  |
| Renata Müller | Gerenda          | 13,966    | 116.      | kiesett  | kiesett  |
| Renata Müller | Egyéni összetett |           |           | 60,531   | 104.     |
| Elena Artamendi Montserrat Artamendi Rosa Balaguer María Luisa Fernández María del Carmen González Renata Müller | Csapat összetett |           |           | 302,387  | 16.      |

## Úszás
Férfi
| Versenyző          | Versenyszám    | Előfutam | Előfutam | Előfutam | Elődöntő | Elődöntő | Elődöntő | Döntő   | Döntő    |
| Versenyző          | Versenyszám    | Idő      | Hely.    | Össz.    | Idő      | Hely.    | Össz.    | Idő     | Helyezés |
| ------------------ | -------------- | -------- | -------- | -------- | -------- | -------- | -------- | ------- | -------- |
| Leopoldo Rodés     | 100 m gyors    | 1:00,7   | 6.       | 40.      | kiesett  | kiesett  | kiesett  | kiesett | kiesett  |
| José Cossio        | 400 m gyors    | 4:50,1   | 5.       | 31.      |          |          |          | kiesett | kiesett  |
| Miguel Torres      | 1500 m gyors   | 19:21,8  | 4.       | 23.      |          |          |          | kiesett | kiesett  |
| Julio Cabrera      | 100 m hát      | 1:06,5   | 6.       | 26.      | kiesett  | kiesett  | kiesett  | kiesett | kiesett  |
| Guillermo Alsina   | 200 m mell     | 2:51,4   | 5.       | 28.      | kiesett  | kiesett  | kiesett  | kiesett | kiesett  |
| Emilio Díaz        | 200 m mell     | 2:52,9   | 6.       | 31.      | kiesett  | kiesett  | kiesett  | kiesett | kiesett  |
| Heriberto de la Fe | 200 m pillangó | 2:37,0   | 5.       | 30.      | kiesett  | kiesett  | kiesett  | kiesett | kiesett  |
| José Vicente León  | 200 m pillangó | 2:31,4   | 5.       | 25.      | kiesett  | kiesett  | kiesett  | kiesett | kiesett  |

Női
| Versenyző      | Versenyszám | Előfutam | Előfutam | Előfutam | Elődöntő | Elődöntő | Elődöntő | Döntő   | Döntő    |
| Versenyző      | Versenyszám | Idő      | Hely.    | Össz.    | Idő      | Hely.    | Össz.    | Idő     | Helyezés |
| -------------- | ----------- | -------- | -------- | -------- | -------- | -------- | -------- | ------- | -------- |
| Rita Pulido    | 100 m gyors | 1:10,0   | 7.       | 32.      | kiesett  | kiesett  | kiesett  | kiesett | kiesett  |
| Isabel Castañe | 200 m mell  | 3:10,4   | 7.       | 28.      |          |          |          | kiesett | kiesett  |

## Vitorlázás
Nyílt
| Versenyző                                       | Versenyszám     | Futam | Futam | Futam | Futam | Futam | Futam | Futam | Pontszám | Helyezés |
| Versenyző                                       | Versenyszám     | 1     | 2     | 3     | 4     | 5     | 6     | 7     | Pontszám | Helyezés |
| ----------------------------------------------- | --------------- | ----- | ----- | ----- | ----- | ----- | ----- | ----- | -------- | -------- |
| Duke Fernández                                  | Finn dingi      | 303   | (101) | 1043  | 303   | 323   | 415   | 168   | 2555     | 21.      |
| Emilio Gurruchaga José Ocejo                    | Csillaghajó     | 215   | (136) | 174   | 286   | 312   | 312   | 154   | 1453     | 22.      |
| Juan Manuel Alonso Gabriel Laiseca              | Repülő hollandi | 513   | (416) | 814   | 513   | 446   | 478   | 1291  | 4055     | 11.      |
| Eusebio Bertrand Jorge Martí Juan Antonio Ragué | 5,5 méteres     | 266   | 426   | (149) | 301   | 149   | 602   | 301   | 2045     | 13.      |
| Juan Mirangels José Pi Santiago Pi              | Sárkányhajó     | 117   | 117   | (101) | 134   | 117   | 117   | 101   | 703      | 27.      |

## Vívás
Férfi
| Versenyző                                              | Versenyszám       | Csoportkör | Csoportkör        | Csoportkör | Csoportkör | Csoportkör        | Csoportkör  | Csoportkör        | Csoportkör | Csoportkör        | Csoportkör | Helyezés    |
| Versenyző                                              | Versenyszám       | 1. kör | 1. kör            | 2. kör | 2. kör     | Negyeddöntő       | Negyeddöntő | Elődöntő          | Elődöntő   | Döntő             | Döntő      | Helyezés    |
| Versenyző                                              | Versenyszám       | Ellenfél Eredmény | Hely.             | Ellenfél Eredmény | Hely.      | Ellenfél Eredmény | Hely.       | Ellenfél Eredmény | Hely.      | Ellenfél Eredmény | Hely.      | Helyezés    |
| ------------------------------------------------------ | ----------------- | --- | ----------------- | --- | ---------- | ----------------- | ----------- | ----------------- | ---------- | ----------------- | ---------- | ----------- |
| Enrique González                                       | Tőr, egyéni       | 7. csoport · Jacques Debeur (BEL) · 5-3 · Brian Pickworth (NZL) · 5-1 · Viktor Zsdanovics (URS) · 2-5 · Attila Csipler (ROU) · 1-5 · Juan Paladino (URU) · 3-5                                                                           | 3.                | 5. csoport · Alberto Pellegrino (ITA) · 4-5 · Ryszard Parulski (POL) · 2-5 · Tănase Mureșanu (ROU) · 2-5 · Jean Cerottini (SUI) · 3-5 · Christian d’Oriola (FRA) · nem vívtak | 6.         | kiesett           | kiesett     | kiesett           | kiesett    | kiesett           | kiesett    | helyezetlen |
| Joaquín Moya                                           | Tőr, egyéni       | 6. csoport · William Fajardo (MEX) · 5-4 · Henri Bini (MON) · 5-4 · Raoul Barouch (TUN) · 5-1 · Bill Hoskyns (GBR) · 0-5 · Fülöp Mihály (HUN) · 2-5 · Hans Lagerwall (SWE) · 3-5                                                         | 3.                | 1. csoport · Jean-Claude Magnan (FRA) · 0-5 · Bill Hoskyns (GBR) · 0-5 · Albert Axelrod (USA) · 4-5 · Jesús Gruber (VEN) · 4-5 · Kamuti László (HUN) · nem vívtak             | 6.         | kiesett           | kiesett     | kiesett           | kiesett    | kiesett           | kiesett    | helyezetlen |
| Jesús Díez                                             | Tőr, egyéni       | 4. csoport · Göran Abrahamsson (SWE) · 5-3 · Kamuti Jenő (HUN) · 3-5 · Eugene Glazer (USA) · 4-5 · Luis García (VEN) · 4-5 · Gilbert Orengo (MON) · 4-5 · Janusz Różycki (POL) · nem vívtak                                              | 6.                | kiesett | kiesett    | kiesett           | kiesett     | kiesett           | kiesett    | kiesett           | kiesett    | helyezetlen |
| Jesús Díez                                             | Párbajtőr, egyéni | 9. csoport · Alberto Balestrini (ARG) · 4-5 · Guram Kosztava (URS) · 4-5 · Rolf Wiik (FIN) · 3-5 · Mohamed Ramadan (LIB) · 3-5 · Ángel Roldán (MEX) · 4-5 · Andreas Soeratman (INA) · nem vívtak                                         | 7.                | kiesett | kiesett    | kiesett           | kiesett     | kiesett           | kiesett    | kiesett           | kiesett    | helyezetlen |
| Pedro Cabrera                                          | Párbajtőr, egyéni | 11. csoport · Michel Steininger (SUI) · 5-3 · Yves Dreyfus (FRA) · 3-5 · Ibrahim Osman (LIB) · 4-5 · Bill Hoskyns (GBR) · 2-5 · Roger Theisen (LUX) · 3-5 · Richard Stone (AUS) · 2-5                                                    | 7.                | kiesett | kiesett    | kiesett           | kiesett     | kiesett           | kiesett    | kiesett           | kiesett    | helyezetlen |
| Manuel Martínez                                        | Párbajtőr, egyéni | 4. csoport · John Pelling (GBR) · 5-2 · Giovanni Battista Breda (ITA) · 1-5 · Michel Saykali (LIB) · 3-5 · Benito Ramos (MEX) · 3-5 · Kausz István (HUN) · nem vívtak                                                                    | 6.                | kiesett | kiesett    | kiesett           | kiesett     | kiesett           | kiesett    | kiesett           | kiesett    | helyezetlen |
| César de Diego                                         | Kard, egyéni      | 4. csoport · Benito Ramos (MEX) · 5-4 · Luis García (VEN) · 5-3 · Jerzy Pawłowski (POL) · 3-5 · José Van Baelen (BEL) · 1-5 · Josef Wanetschek (AUT) · 1-5 · Rájátszás: · Josef Wanetschek (AUT) · 3-5 · Benito Ramos (MEX) · nem vívtak | 5. Rájátszás: =2. | kiesett | kiesett    | kiesett           | kiesett     | kiesett           | kiesett    | kiesett           | kiesett    | helyezetlen |
| Ramón Martínez                                         | Kard, egyéni      | 6. csoport · Sonosuke Fujimaki (JPN) · 5-2 · Horváth Zoltán (HUN) · 4-5 · Jacques Roulot (FRA) · 3-5 · Daniel Sande (ARG) · 4-5 · António Marquilhas (POR) · nem vívtak                                                                  | 4.                | kiesett | kiesett    | kiesett           | kiesett     | kiesett           | kiesett    | kiesett           | kiesett    | helyezetlen |
| Pablo Ordejón                                          | Kard, egyéni      | 2. csoport · Wladimiro Calarese (ITA) · 1-5 · Nugzar Aszatiani (URS) · 0-5 · Günther Ulrich (AUT) · 2-5 · Michael Sichel (AUS) · nem vívtak · Abderrahman Sebti (MAR) · nem vívtak                                                       | 5.                | kiesett | kiesett    | kiesett           | kiesett     | kiesett           | kiesett    | kiesett           | kiesett    | helyezetlen |
| Pedro Cabrera Jesús Díez Manuel Martínez Joaquín Moya  | Párbajtőr, csapat | 7. csoport · Lengyelország (POL) · 7-9 · Belgium (BEL) · 7-9 | 3.                | kiesett |            | kiesett           |             | kiesett           |            | kiesett           |            | helyezetlen |
| César de Diego Jesús Díez Ramón Martínez Pablo Ordejón | Kard, csapat      | 5. csoport · Franciaország (FRA) · 1-10 · Nagy-Britannia (GBR) · 7-9 | 3.                | kiesett |            | kiesett           |             | kiesett           |            | kiesett           |            | =13.        |

Női
| Versenyző   | Versenyszám | Csoportkör | Csoportkör | Csoportkör        | Csoportkör  | Csoportkör        | Csoportkör | Csoportkör        | Csoportkör | Helyezés    |
| Versenyző   | Versenyszám | 1. kör | 1. kör     | Negyeddöntő       | Negyeddöntő | Elődöntő          | Elődöntő   | Döntő             | Döntő      | Helyezés    |
| Versenyző   | Versenyszám | Ellenfél Eredmény | Hely.      | Ellenfél Eredmény | Hely.       | Ellenfél Eredmény | Hely.      | Ellenfél Eredmény | Hely.      | Helyezés    |
| ----------- | ----------- | --- | ---------- | ----------------- | ----------- | ----------------- | ---------- | ----------------- | ---------- | ----------- |
| María Shaw  | Tőr, egyéni | 6. csoport · Nyári Magda (HUN) · 4-3 · Barbara Helsingius (FIN) · 4-1 · Maria Vicol (ROU) · 0-4 · Galina Gorohova (URS) · 3-4 · Mary Glen-Haig (GBR) · 0-4                | 4.         | kiesett           | kiesett     | kiesett           | kiesett    | kiesett           | kiesett    | helyezetlen |
| Pilar Tosat | Tőr, egyéni | 5. csoport · Valentyina Rasztvorova (URS) · 0-4 · Ecaterina Orb-Lazăr (ROU) · 0-4 · Pilar Roldán (MEX) · 2-4 · Evelyn Terhune (USA) · 2-4 · Shirley Armstrong (IRL) · 1-4 | 6.         | kiesett           | kiesett     | kiesett           | kiesett    | kiesett           | kiesett    | helyezetlen |
| Carmen Vall | Tőr, egyéni | 1. csoport · Rejtő Ildikó (HUN) · 0-4 · Heidi Schmid (EUA) · 3-4 · Jacqueline Appart (BEL) · 0-4 · Colette Flesch (LUX) · 3-4 · Maria Nápoles (POR) · nem vívtak          | =5.        | kiesett           | kiesett     | kiesett           | kiesett    | kiesett           | kiesett    | helyezetlen |